# Rip Kirby
Rip Kirby är en tecknad serie skapad av den amerikanske serietecknaren Alex Raymond. Serien hade premiär i amerikansk dagspress den 4 mars 1946 (distribuerad av syndikatet King Features Syndicate). Remington "Rip" Kirby är en glasögonprydd privatdetektiv som löser sina fall med hjälp av både hjärna och fysisk styrka, samt sin trogna betjänt Desmond och sin kvinnliga vän Honey Dorian.
Till sin hjälp med manuset till serien hade Raymond Ward Greene som dock arbetade anonymt i det fördolda. När denne tröttnade 1952 tog Fred Dickenson över manusskrivandet. När Raymond omkom i en bilolycka tog John Prentice över själva tecknandet. Under senare år fick han ofta hjälp av ett antal assistenter och spöktecknare. Prentice stannade på serien ända till 1999 då den lades ner den 26 juni.
I Sverige publicerades serien också under namnet Peter Falk (mestadels i svensk dagspress), men publiceras sedan 1974 under originalnamnet Rip Kirby i serietidningen Agent X9.

## Handling
Rip Kirby är en privatdetektiv och kriminolog som bor tillsammans med sin betjänt Desmond i en lägenhet i centrala New York. Han visar dock inga tecken till att driva en detektivbyrå, utan blir indragen i sina äventyr av tillfälligheter, ofta på någon societetsfest eller på Äventyrarnas Klubb.
Rip är en inbiten ungkarl och omger sig med vackra flickor – som ofta är de som behöver hjälp i äventyren. Nästan lika ofta är det dock den åldrande före detta kassaskåpssprängaren Desmond som är föremål för svärmeri.
En talang Rip har är att han är mycket skicklig på att spela piano. Denna färdighet använder han sig då och då av som täckmantel för att lösa vissa fall, samtidigt som den väcker kvinnornas intresse.